# یوهی تادانو
یوهی تادانو (انگلیسی: Yōhei Tadano; ۱۰ مارس ۱۹۶۲ – ) بازیگر، و صداپیشگی در ژاپن اهل ژاپن بود. وی از سال ۱۹۸۵ میلادی تاکنون مشغول فعالیت بوده‌است.